# IC 2090
IC 2090 — галактика типу NF (в процесі підтвердження) у сузір'ї Різець.
Цей об'єкт міститься в оригінальній редакції індексного каталогу.